# Maurice Yaméogo
Maurice Yaméogo (Koudougou, 31 de dezembro de 1921 – Uagadugu, 15 de setembro de 1993) foi um político burquinense. Primeiro presidente da história da República de Alto Volta, atual Burquina Fasso, ele ficou no poder de 11 de dezembro de 1959 a 3 de janeiro de 1966, quando foi deposto por um golpe de estado liderado por Sangoulé Lamizana.